# Domingo Ferreira
Domingo Ferreira (Tacuarembó, 5 de abril de 1940), también conocido como Mingo Ferreira, es un ilustrador, diseñador gráfico y artista uruguayo.

## Biografía
Estudió un año en la Escuela Nacional de Bellas Artes de la Universidad de la República.
Con críticas y opiniones expresadas en dibujo publicó en variadas revistas como Marcha (1963-1973), Peloduro (1964), Época (1965-1968), Jaque (1983-1985), Opinar (1984-1985), La Hora (1984-1988), Brecha (1985), El País Cultural (1993), revista Tres (1996-2000).

## Premios
Galardonado con el Premio Figari en 2015, entregado por el Museo Figari y el Banco Central del Uruguay.